# 加藤哲宏
加藤 哲宏（かとう てつひろ）は日本の撮影技師。日本映画学校（現・日本映画大学）卒業。

## 主な作品

### 映画
- 『TOKKO　特攻』（2007年）
- 『ブリュレ』（2008年）
- 『Re:Play-Girls　リプレイガールズ』（2010年）
- 『生きちゃった』（2020年10月3日公開予定）

### テレビアニメ
- 『惡の華』 （2013年）

| スタブアイコン | サブスタブ | この項目は、まだ閲覧者の調べものの参照としては役立たない、人物に関連した書きかけの項目です。この項目を加筆・訂正などしてくださる協力者を求めています（P:人物伝/PJ:人物伝）。 |